# Justicia reptans
Justicia reptans är en akantusväxtart som beskrevs av Olof Swartz. Justicia reptans ingår i släktet Justicia och familjen akantusväxter. Inga underarter finns listade i Catalogue of Life.